# Metro Cash & Carry
 For alternative betydninger, se Metro.
Metro Cash & Carry International GmbH er en international grossistvirksomhed, startet i 1964 i den tyske by Mülheim i Ruhr-distriktet og ejet af Metro AG, der har hovedsæde i Düsseldorf. Kæden består af 544 varehuse i 28 lande. Samlet omsætter de for 30,6 milliarder euro og beskæftiger 106.878 ansatte (2009). 
Metro Cash & Carry er totalleverandør til køkken og kontor, hovedsageligt i mindre virksomheder.

## I Danmark
I Danmark var varehusene åbne for alle med kundekort, både erhvervsdrivende og privatpersoner.
Det første danske varehus blev åbnet i 1971 og i 2014 fandtes der fem varehuse i landet; Glostrup (hovedkontor), Sluseholmen, Kolding, Aalborg og Århus.
I september måned 2014 valgte Metro at lukke deres fem varehuse i Danmark, da man ikke kunne køre en rentabel forretning i landet. 700 personer var ansat i den danske afdeling af selskabet.